# Diphucephala insularis
Diphucephala insularis är en skalbaggsart som beskrevs av Lea 1916. Diphucephala insularis ingår i släktet Diphucephala och familjen Melolonthidae. Inga underarter finns listade i Catalogue of Life.